# Guillaume Mercader
Pour les articles homonymes, voir Mercader.
Guillaume Mercader est un résistant français né le 17 décembre 1914 à Urdos dans les Pyrénées-Atlantiques et mort le 15 décembre 2008 à Bayeux dans le Calvados.

## Biographie
En 1938, Guillaume Mercader se destine au cyclisme de haut niveau et ouvre une boutique de réparation de vélos à Bayeux dans le Calvados. Il devient un des meilleurs coureurs de Normandie lorsque la Seconde Guerre mondiale éclate.
Il s'engage dans la Légion étrangère au sein du 3e régiment de marche de volontaires étrangers et participe à la bataille de l'Aisne en 1940.
Démobilisé, il rentre à Bayeux et s'occupe de sa boutique de cycles tout en intégrant la Résistance. Il devient en 1941 responsable de son réseau l'Organisation civile et militaire, dans le Bessin. Il mène de nombreuses missions de renseignement sur les défenses du Mur de l'Atlantique. Son statut de cycliste professionnel lui permet de parcourir les routes du Bessin à vélo grâce à une permission de la Gestapo qui lui accorde la permission de s'entraîner sur les routes de la côte entre Courseulles-sur-Mer et Grandcamp.
Il accueille le général de Gaulle le 14 juin 1944 pour son retour sur le sol français et le guide dans Bayeux jusqu'à la sous-préfecture, où de Gaulle installe son gouvernement provisoire. Guillaume Mercader s'engage alors aux côtés des troupes alliées et participe à la libération de l'Europe.
La paix revenue, Guillaume Mercader retourne à sa passion, le cyclisme et prend la direction d'une équipe pour laquelle il fait signer son premier contrat à Jacques Anquetil.
Il prend ensuite la direction du journal La Renaissance du Bessin, qui fut le premier journal à paraître dans la France libérée.

## Décorations
- Officier de la Légion d'honneur
- Croix de guerre 1939–1945 (6 citations)
- Croix du combattant
- Bronze Star (États-Unis)
- King's medal (Royaume-Uni).